# Mathilde van Dendermonde
Mathilde I, Vrouwe van Dendermonde, ook Machteld I van Dendermonde (Frans: Mahaut de Termonde) was een Vlaamse edelvrouw. Ze was de weduwe van Willem II van Bethune.

## Levensloop
Het exacte geboortejaar van Mathilde I is niet gekend. Algemeen wordt aangenomen dat ze omtrent 1160 of 1165 geboren werd. Ze was de dochter en erfgename van Walter II, heer van Dendermonde (Frans: Gauthier de Tenremonde). Ze huwde Willem II van Bethune voor 1190. Toen haar vader stierf gingen in 1194 zijn titels van heer van Dendermonde, Meulebeke en Lokeren, alsook de erfelijke titel van advocatus van de Gentse Sint-Baafsabdij, via haar over op haar echtgenoot.
Toen haar echtgenoot stierf in 1214 was hun oudste zoon, Daniël, nog minderjarig. Ze nam de titels van haar man over en nam daarbij ook de titel van advocatus van Arras aan nadat ze door de Franse kroon aangesteld was om Béthune te besturen tot de meerderjarigheid van haar zoon. In 1216 werd haar zoon 21 en werd hij heer van Béthune. Mathilde zelf bleef daarna vrouwe van Dendermonde en advocatus van de Gentse Sint-Baafsabdij.
Ze overleed in april 1224. In Dendermonde wordt ze herdacht met een beeld aan de gevel van het stadhuis en sinds 2021 ook met een straat. In Béthune bestond tot 12 augustus 2022 een ziekenhuis dat haar naam droeg, de clinique Mahaut de Termonde.

## Bouwwerken
In Dendermonde liet Mathilde I verschillende bouwwerken optrekken. In of omtrent 1202 liet ze een gasthuis bouwen dat aan Sint-Blasius werd toegewijd. Circa 1214 was ook het Sint-Gillishospitaal, dat zij liet bouwen, voltooid. Ze liet het hospitaal later omvormen tot een cisterciënzerinnenabdij die in 1223 officieel werd gesticht.